# ادیر خرطه
ادیر خرطه (عربی: إدير عبدالله خرطة؛ زادهٔ ۲۶ ژوئیهٔ ۱۹۸۶) یک بازیکن تنیس روی میز اهل الجزایر است.